# Hvarska kultura
Hvarska kultura je kasnoneolitička i ranoeneolitička kultura (V/IV. tisućljeće pr. Kr., 3900. – 3300. pr. Kr.) javlja se na istočnoj obali Jadrana i djelomično nasljeđuje danilsku. Prvobitno je otkrivena na Hvaru – Grapčeva špilja (prikaz lađe s jedrom), ali ima je i po cijeloj obali. Naselja su na otvorenom no proširena te ljudi intenzivno nastanjuju špilje. Pravi razvoj hvarske kulture (klasična) odvija se na srednjodalmatinskom području - Korčula, Hvar, Pelješac. Od oblika se ističu niske, široke zaobljene zdjele s prstenastim vratom te jajoliki lonac s koničnim vratom bez raskoši, ali djeluju dostojanstvenije od danilske.
Raširena duž istočne jadranske obale sa središtem na srednjodalmatinskim otocima (Hvar, Korčula) te u Hercegovini, gdje je poznata i pod nazivom hvarsko-lisičićka kultura (Lisičići, nalazište kraj Konjica u Hercegovini). Nastala je na slojevima prethodne danilske kulture, a osebujnost joj je tamno keramičko posuđe s ukrasima (vrpce, girlande, polukrugovi) te složenim spiralnim i meandarskim uzorcima izvedenima urezivanjem ili slikanjem bijelom, crvenom, žutom, smeđom i crnom bojom. U lisičićkoj su inačici češći urezani motivi, među kojima se ističu simbolički motivi sunca i mjeseca te narativni prizori (lov, kuće, stabla, ljudski i životinjski likovi). Duhovni život očituje se u kultu mrtvih, nakitu, uporabi crvene boje i plastičnim figuricama s ljudskim i životinjskim likovima. Važnija su nalazišta Markova i Grapčeva špilja na Hvaru, Jakasova i Vela špilja na Korčuli, Gudnja na Pelješcu, Smilčić kraj Zadra, Danilo kraj Šibenika i Zelena pećina kraj Mostara.